# Muàwiya ibn Yazid
Muàwiya ibn Yazid o Muàwiya II —àrab: معاوية بن يزيد, Muʿāwiya ibn Yazīd— (661-684) fou califa omeia sufyànida de Damasc (683-684). Era fill d'una dona kalbita.
Era fill de Yazid I, al qual va succeir a la seva mort el novembre del 683. Tenia dos germans més de mares lliures dels quals només Khàlid ibn Yazid (fill d'una haiximita anomenat Umm-Hàixim Fakhita bint Abi-Hàixim) tenia prop de 20 anys. Yazid I havia estat jurat (baya) pel seu prestigi, però ara tots els membres de la família sufyànida eren joves i inexperts i les seves qualitats eren desconegudes.
Yazid I abans de morir també havia obligat al jurament al seu fill gran Muàwiya (II) i així aquest va pujar al tron a Damasc amb el suport dels kalbites però les regions que reconeixien a l'anti-califa Abd-Al·lah ibn az-Zubayr no el van acceptar. El seu regnat va durar segons les fonts entre 20 dies i quatre mesos. De fet no se'n sap res i, per tant, la durada d'un o dos mesos sembla més probable. El cristià Sadjun ibn Mansur en va ser el ministre principal o cap del diwan (ja havia servit als dos regnats anteriors). El seu principal col·laborador fou el quraixita qaysita ad-Dahhak ibn Qays al-Fihrí, després derrotat a Marj ar-Ràhit per Marwan ibn al-Hàkam. Un altre col·laborador destacat fou al-Walid ibn Utba (fill de Ighkh, germà de Muàwiya I i probablement el sufyànida de més edat) però va morir quasi al mateix temps que el califa.
Del seu regnat s'han forjat relats interessats posteriors, però el que se sap segur és ben poc. Va perdonar un terç dels impostos deguts. Una crònica romana d'Orient diu que per la seva mala salut va haver de restar al palau d'al-Khadra i va deixar els afers a ad-Dahhak. La seva autoritat no fou efectiva més que a Damasc i el sud de Síria.
Es diu que va morir d'un engroguiment (al-sufar) que era el nom amb què es coneixia una malaltia del fetge, però podria ser també que hagués mort de pesta, ja que se sap que hi va haver una epidèmia a l'Iraq i Síria en aquell temps i de la qual també hauria mort al-Walid ibn Utba pocs dies després abans d'haver pogut fer valdre els seus drets. Un altre sufyànida, Uthman ibn Anbasa ibn Abi-Sufyan, se'n va anar a l'Hijaz i va reconèixer a Abd-Al·lah ibn az-Zubayr.